# José Manuel Suárez Rivas
José Manuel Suárez Rivas, plus connu sous le nom de Sietes (né le 18 février 1974 à Barakaldo au Pays basque) est un joueur de football espagnol, qui évolue au poste de défenseur.

## Palmarès
Espagne espoirs
- Euro espoirs :
  - Finaliste : 1996.